# Îles Perhentian
Les îles Perhentian (en malais : Pulau Perhentian) sont un archipel de la Malaisie situé dans la mer de Chine méridionale, à environ 19 km au large de la côte nord-est de la péninsule malaise et à 64 km au sud de la frontière thaïlandaise. Elles appartiennent à l'État de Terengganu.
Les deux îles principales sont Perhentian Besar (Grand Perhentian) et Perhentian Kecil (Petit Perhentian). Les petites îles inhabitées de Susu Dara Lait, Serenggeh et Rawa se trouvent en face de Perhentian Kecil. Les îles Perhentian dépendent aujourd'hui du « Pulau Redang National Marine Park », ce qui implique qu'il est interdit d'y pêcher, prélever des coraux ou jeter des détritus.

## Histoire
Le nom perhentian signifie « point d'arrêt » en malais, et les îles ont longtemps été une étape pour les commerçants naviguant entre Bangkok et la Malaisie. Sur de nombreuses cartes du XIXe et du XXe siècle, les îles apparaissent comme les « Station Islands », ce qui est une traduction du nom malais à l'époque de la colonisation britannique.
Les îles sont habitées par des pêcheurs depuis des siècles, mais c'est aujourd'hui le tourisme qui représente la majeure partie des activités économiques.

## Géographie
Les deux îles principales sont bordées de plages de sable blanc. Les récifs et les eaux cristallines abritent une grande variété de coraux, tortues de mer, méduses, requins de récifs et petits poissons. L'altitude maximale des îles est d'environ 100 m, et elles sont uniformément couvertes de forêt tropicale côtière, avec quelques pistes et sentiers allant à l'intérieur. Il n'y a pas de routes sur les deux îles et les seuls moyens de transport sont la marche et le bateau-taxi. 
Les habitants permanents vivent dans un village de pêcheurs situé sur Kecil, alors que les propriétaires et le personnel des nombreux bungalows pour touristes partent pendant la saison de la mousson. La population des îles, aux alentours de 2 000 habitants, parle généralement le malais de Kelantan. À l'exception d'une tour de communication avec le continent, il n'y a aucune structure bâtie de plus d'un étage.

## Tourisme
La beauté de Pulau Perhentian en fait une destination touristique. Perhentian Besar et Perhentian Kecil ont des plages de sable blanc bordées de cocotiers et une mer bleu turquoise. La baignade et la plongée sont les activités touristiques les plus populaires. Au bord des plages, l'eau est peu profonde, et les raies, les seiches et les poissons perroquets y sont nombreux. Un groupe de petits îlots rocheux au nord-ouest de Perhentian Kecil est le meilleur endroit pour la plongée. Les autres activités possibles sont le camping, le canotage, la pêche, les randonnées en forêt, les sorties en bateau banane gonflable et l'équitation. Quant aux hébergements, la plupart se trouvent sur Perhentian Besar, la grande île. Les hôtels sont généralement destinés aux voyageurs à petits budgets.
Le tourisme est le fondement de l'activité économique des îles Perhentian. Toutefois, en raison du statut protégé des îles, l'impact environnemental des activités touristiques est minime : les bains de soleil, la plongée libre, la plongée sous-marine, l'observation des tortues et des requins.
En 2007, deux éoliennes ont été installées, mais ne sont toujours pas connectées au réseau en octobre 2008, si bien que l'énergie électrique est encore fournie par des génératrices diesel. L'eau douce est fournie par des sources. À cet égard, les îles Perhentian sont très appréciées par les touristes qui cherchent à s'évader du monde moderne.
Comme l'État de Terengganu suit les coutumes islamiques, la consommation d'alcool et le port de vêtements impudiques sont découragés. Afin de ne pas offenser les habitants, les touristes sont invités à consommer de l'alcool avec discrétion et à porter un maillot de bain une pièce. Aucune sanction n'est cependant imposée aux touristes qui ne respectent pas les coutumes locales.
Le seul accès aux îles se fait par bateau depuis les villages de pêcheurs de Kuala Besut et Tok Bali. La durée du trajet est de 30 minutes.